# Rivière Mistouk
Rivière Mistouk är ett vattendrag i Kanada.   Det ligger i provinsen Québec, i den östra delen av landet, 500 km nordost om huvudstaden Ottawa.
Omgivningarna runt Rivière Mistouk är en mosaik av jordbruksmark och naturlig växtlighet. Runt Rivière Mistouk är det ganska tätbefolkat, med 222 invånare per kvadratkilometer.